# Carretera Norte
La Carretera Norte o Vía Panamericana Norte es una de las principales arterias viales de Managua, Nicaragua. Forma parte del corredor internacional NIC-1 y conecta el centro urbano de la capital con el Aeropuerto Internacional Augusto C. Sandino y con la ciudad de Tipitapa, siendo a su vez el enlace con la Carretera Panamericana hacia el norte del país. Su recorrido es fundamental para el transporte aéreo, industrial y de carga pesada.

## Descripción
La Carretera Norte tiene una longitud aproximada de 17 kilómetros. Inicia en el empalme con la Pista Pedro Joaquín Chamorro y continúa en dirección este hasta conectar con Tipitapa, donde se incorpora a la NIC-1. Es una vía amplia, mayoritariamente de seis carriles, con tramos que atraviesan zonas industriales y residenciales.
Entre sus puntos clave se encuentran:
- Paso a desnivel de Carretera Norte (La Robelo), el más largo de Centroamérica con 1.2 km y dos niveles.
- Aeropuerto Internacional Augusto C. Sandino
- Enlaces con la Pista Héroes de la Insurrección y la Pista Suburbana
- Parques industriales y fábricas clave como Cervecería Nacional, Café Soluble y Carnic

## Infraestructura
La vía forma parte del eje estructural vial de Managua. En 2025 se completó el moderno viaducto de Carretera Norte, que une esta carretera con la Pista Héroes de la Insurrección, facilitando el tráfico hacia el sur y el este de la ciudad. Este tramo incluye iluminación LED, señalización inteligente, drenaje pluvial y espacios peatonales seguros.

## Urbanismo y comercio
La Carretera Norte concentra uno de los ejes industriales más activos del país, con presencia de múltiples empresas nacionales y extranjeras, así como servicios logísticos relacionados con el aeropuerto. Esta vía genera altos niveles de empleo e inversión.

## Barrios que atraviesa
Entre los barrios y sectores residenciales adyacentes destacan:
- Residencial Las Mercedes
- Colonia Unidad de Propósito
- Camilo Chamorro
- Monte Cristo